# (10074) Van den Berghe
(10074) Van den Berghe  es un asteroide perteneciente al cinturón de asteroides, descubierto el 3 de abril de 1989 por Eric Walter Elst desde el Observatorio de La Silla, en Chile.

## Designación y nombre
Van den Berghe se designó inicialmente como 1989 GH4.
Más adelante fue nombrado en honor al pintor belga Frits van den Berghe (1883-1939).

## Características orbitales
Van den Berghe orbita a una distancia media del Sol de 2,3265 ua, pudiendo acercarse hasta 2,2761 ua y alejarse hasta 2,3768 ua. Tiene una excentricidad de 0,0216 y una inclinación orbital de 4,9372° grados. Emplea en completar una órbita alrededor del Sol 1296 días.

## Características físicas
Su magnitud absoluta es 14,2. Tiene 3,946 km de diámetro. Su albedo se estima en 0,197.